# Alfredo Premoli
Alfredo Premoli (Brescia, 1876 – Lanzo Torinese, 1967) è stato un architetto italiano importante esponente dello stile Liberty e Art déco. Tra i suoi progetti più significativi, il primo stabilimento della Fiat a Torino. È fratello maggiore di Rodolfo Premoli, pittore che si formò all'Accademia Albertina.

## Biografia
Alfredo Premoli figlio di un falegname, frequentò a Brescia la scuola Moretto, istituto professionale esistente tutt'oggi, dove ricevette i primi rudimenti dall'architetto Arcioni. Grazie all'ingente lascito di un collezionista a favore di giovani bresciani che volevano intraprendere la carriera artistica, ebbe la possibilità di iscriversi alla facoltà di architettura e all'Accademia Albertina nel 1898. Premoli ebbe modo di segnalarsi per un'ottima capacità disegnativa, come dimostrano le opere realizzate nell'ambito dei rilievi del restauro del Broletto di Brescia, edificio medievale, sede della municipalità. Con otto tavole dedicale a quell'intervento vinse così il primo e il secondo premio internazionale, nell'ambito di un concorso organizzato a Torino.
Si laurea nel 1900. Nel 1904, anno dell'Esposizione Industriale Bresciana, allestita in castello di Brescia,  venne esposto un suo progetto per la decorazione della Mole antonelliana. Proprio in quel periodo fu chiamato da Giovanni Agnelli (1866-1945) a progettare e ai dirigere i lavori per la realizzazione del primo stabilimento della Fiat, nata nel 1899 e senza una sede autonoma. I lavori si svolsero tra il 1904 e il 1906 in via Dante Alighieri, quando fu consegnato l'opificio, con l'annessa scuola allievi.
Fu chiamato nella città natale a redigere un progetto di trasformazione della Crociera di San Luca, antico ospedale bresciano, in una galleria di passeggio e commerci, con un'annessa piscina. Lo schizzo di una cancellata liberty vinse il primo premio del concorso promosso dalla rivista "Memorie di un architetto". Premoli venne chiamato poi a Milano per la progettazione della sede dell'Automobile Club di Milano.
Nel 1911 fu incaricato di dirigere l'Ufficio tecnico del Comune di Torino nell'ambito dell'Expo 1911 e successivamente gli affidarono il progetto di allargamento di via Roma. Durante la prima guerra mondiale gli fu affidato l'incarico di ridisegnare i campi volo nel Nord Italia per la Regia Aeronautica. Nel 1920 lavorò alla chiesa bresciana di Santa Maria della Vittoria in via Cremona, uno dei tre Templi votivi per il conflitto mondiale allora in corso.